# 外五間寮
外五間寮，原寫為外五間藔，今稱豐美，是臺灣彰化縣大城鄉的一個傳統地域名稱，位於該鄉北部偏西。相較於今日行政區，其範圍大致與豐美村相近。

## 歷史
台灣清治末期至日治初期，外五間寮地區為一街庄，稱為「外五間藔庄」，隸屬於深耕堡。該庄西邊及北邊西側與三塊厝庄為鄰，北邊東側與新街庄為鄰，東邊為路上厝庄，東南邊一小段與魚藔庄為界，南邊為山藔庄、西港庄。。
1901年（日治明治三十四年）11月，全台廢縣廳改設二十廳，該庄隸屬於彰化廳。1903年（明治三十六年）6月，該庄編入「大城厝區」，隸屬於彰化廳。1909年（明治四十二年）10月，合併二十廳為十二廳，大城厝區改隸屬於臺中廳。1920年（大正九年），廢廳、支廳、區、街庄（舊制）改設州、郡、街庄（新制）、大字，該庄改制並雅化為「外五間寮」大字，隸屬於臺中州北斗郡大城庄。
戰後大城庄改制為大城鄉，隸屬於臺中縣，大字亦改制為村。1950年10月，中、彰、投分治，大城鄉改隸屬彰化縣。

## 聚落
本地區發展較早的聚落為外五間藔（豐美），在日治期初期的官方地圖上已有記載。

## 交通
省道台17線（順元路）又稱「西部濱海公路」，是清水甲南至枋寮水底寮的幹道，大致以北北東—南南西走向經過外五間寮地區西南部凸出部分的西側邊界，並於出境處轉北北西—南南東走向。由該道路向北北東可前往芳苑、福興、鹿港、線西等地，向南南東成為省道台61線（高架道路）兩側平面道路後轉南南西過濁水溪西濱大橋再轉西南分岔獨行再轉南南西可前往麥寮、台西、四湖、口湖等地。
鄉道彰155線是三塊厝至姑寮的道路，其南側端點位於本地區西南端的省道台17線路口。由此向西北出境後繞大彎轉北北東直行後再轉東南東，可前往三塊厝地區東北側邊界地帶並止於省道台17線另一路口。
鄉道彰158線（平和路、菇寮路）是姑寮至二林的道路，其西側端點位於本地區位於本地區西南部凸出部分西側邊界中央的省道台17線路口，大約是姑寮聚落西南方800公尺處。由此向東北東至外五間寮聚落，經鄉道彰159線路口後轉東北，經鄉道彰158-1線終點路口後出境，可前往路上厝、中西北部的舊社聚落、二林市區並止於縣道143號路口。
鄉道彰158-1線（東盛路）是下寮至豐美的道路，其東側端點位於外五間寮聚落東北郊的鄉道彰158線路口。由此向西北西直行，於西部邊界經鄉道彰159線起點路口出境，可前往三塊厝地區的下寮聚落西北郊並止於省道台17線路口。
鄉道彰159線（中正路、大成路）是外五間厝至下牛稠的道路，其北側端點位於本地區東北部凸出部分的西側邊界中央偏南處鄉道彰158-1線路口。由此向南南西沿邊界蜿蜒而行，至外五間寮聚落西側轉東南東進入聚落，至路底轉南南西再繞大彎轉東南，經鄉道彰158線路口後出聚落，其後轉南南東經魚寮溪豐美橋後出境，可前往山寮地區的菜寮、山寮與大城交界地帶、大城與公館交界地帶、公館與下山腳交界地帶、公館與下牛稠交界地帶、下牛稠並止於海墘堤防道路路口。